# Zoosemiòtica

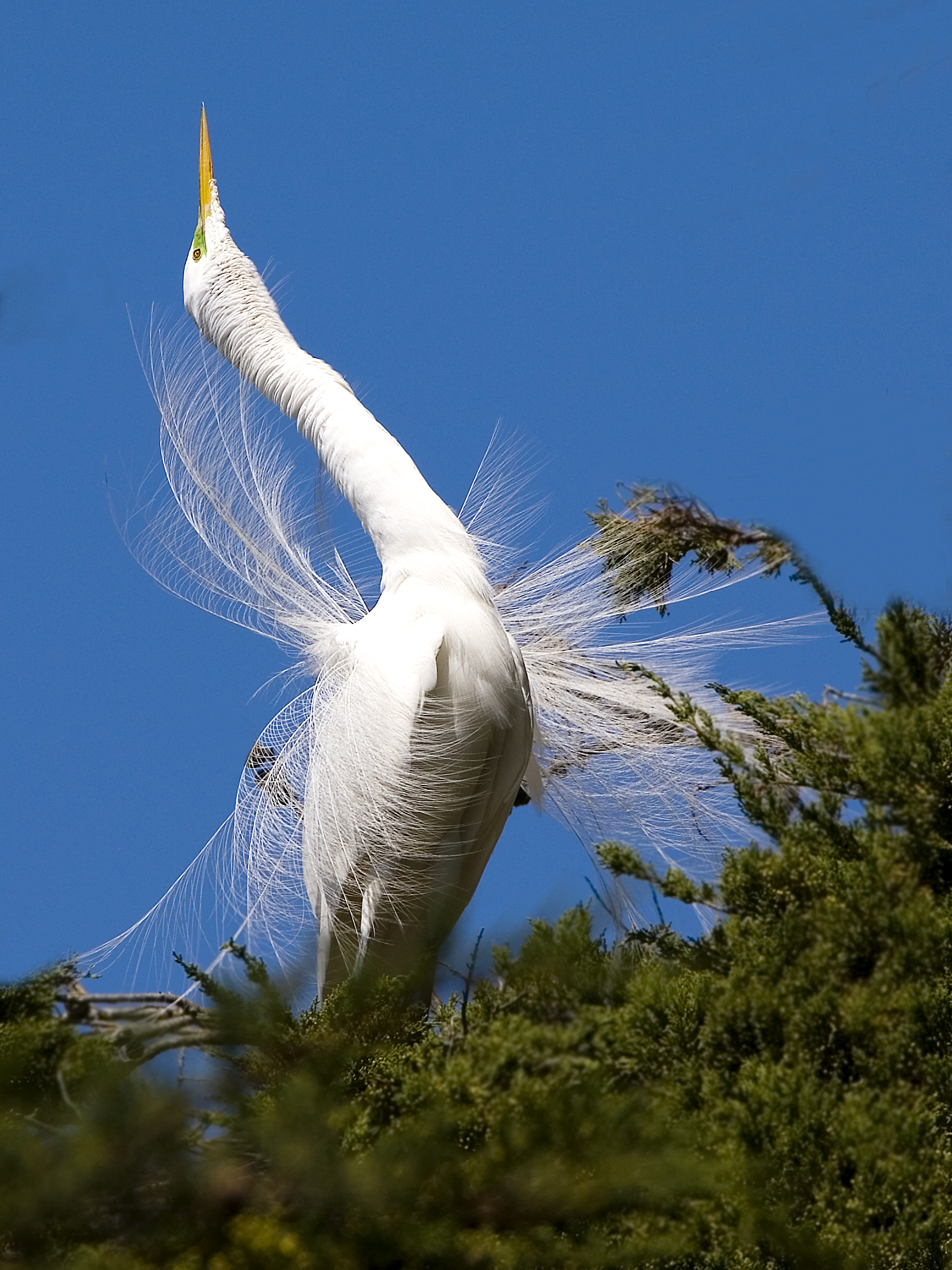
Agró blanc (Ardea alba) en un seguici comunicar el desig trobar a un company

La zoosemiòtica són els senyals emesos pels animals sobre el seu estat. Per exemple, el bràmul d'un cérvol mascle, els senyals químics que llancen alguns animals o el cant d'un ocell són formes de comunicació.

## Definició
Es denomina zoosemiòtica a la comunicació cel·lular, biològica i animal, a l'intercanvi de senyals que es dona entre els animals, de qualsevol espècie. La ciència que estudia aquests fenòmens es diu zoosemiòtica i té com a objectiu estudiar els mètodes que usen els animals per a comunicar-se entre si. Els animals tenen diferents sistemes d'emetre missatges, utilitzen la seva sensibilitat i els seus sentits d'olfacte, vista, tacte, oïda i gust per a emetre i rebre missatges. Usen quatre camps o sistemes de comunicació. El camp químic, l'òptic, el tàctil i l'acústic, que com el seu nom ho indica, tots aquests els perceben a través dels seus sentits. L'ús d'aquests, els permet abastar olors, intensitat de la llum, moviments i escoltar amb claredat i precisió si algú s'acosta o s'allunya, etc. Per exemple. Un gos guardià, percep clarament la presència d'estranys, sap com avisar o atacar si cal defensar al seu amo.
Percep clarament l'olor de les persones conegudes i desconeix sense por d'equivocacions quan la persona que està prop no és grata. La comunicació entre els animals i els éssers humans també és molt freqüent, quan s'estableix una relació entre ambdós, Es dona entre el gos i el seu amo, entre el cavall i el seu genet, l'animal aprèn a obeir ordres primer i després a mantenir un intercanvi d'afecte i lleialtat indiscutible, a causa del temps que romanen junts i arriba a donar-se un tipus de comunicació entre l'home i la seva mascota dignes d'admiració. Tot això té un treball, que l'home al desenvolupar les seves capacitats i habilitats, va assolir domesticar a les espècies animals.